# Botnia Paradise (album)
Botnia Paradise är ett studioalbum av den finlandssvenska gruppen KAJ. Albumet släpptes den 10 december 2021 och innehåller låtar från musikalen med samma namn.

## Låtlista
- "Botnia Paradise" – 3:30. Introducerar kryssningsvärlden – den billiga färjan, humorn och absurditeterna ombord. Berättarens roll i att rama in dramat och dess ton.
- "Västerut" – 5:01. Drömmar om att lämna hemorten och söka lycka västerut. Skildrar resenärernas längtan bort från vardagen – en symbolisk "flykt"
- "The Bachelors of the Sea" – 3:31. Manliga passagerare (Dan‑Ole och Bertel) gestaltas som ”sjömansgrabbar” fria från ansvar – men med kuliss av längtan och ensamhet bakom masken.
- "Svanen Svantes sång" – 2;31. Benjamin, som tvingas vara maskot Svante istället för artist, uttrycker sin dröm och frustration. Svanen fungerar som symbol för fåfänga och inre kamp. Amazon Music+5
- "Beverly Hills" – 3:00. En glimt av yta och extravagans ombord – drömmar om glamour kontrasteras med kryssningens verklighet: billig nöjesmaskineri.
- "Tanssikärpäsen purema" – 1:56. En snabb, lekfull låt: lockelsen att ge sig hän och våga dansa trots rädsla – kanske en uppmaning att bryta normer.
- "När jag är kapten" – 4:39. Julia, som drömmer om att bli kapten, sjunger om att ta kontroll och styra sitt eget öde – i kontrast till sin roll som jack-of-all-trades.
- "Kuckelikuu" – 3:48. En humoristisk, kanske något absurd låt med vilda energiutbrott – accentuerar komedin och galenskapen ombord.
- "Sång och dansman" – 4:34. Parsamarbetet Dan‑Ole och Bertel, överraskningar på dansgolvet och deras försök att imponera – speglar både vänskap och identitetskris.
- "Linda Q:s Boat Bonanza" – 0:27. En kort, överdriven show-stycke med schlagerdivan Linda Q – symbol för nöjesindustrins glittriga blindgångare. Benjamin ersätts av henne – kvick påminnelse om drömmar som krossas.
- "This Is Paradise" – 4:32. Ironiskt anthem: sjung om att det är paradis – samtidigt som kaos, skandaler ombord och personlig drama pågår. En spegling av falsk glans.
- "Dit havet tar oss" – 4:58. Efter stormen och konflikter – karaktärerna funderar på framtiden. Var havet leder dem är osäkert, men symbolen för förändring tydlig.
- "Back in Business" – 4:39. Efter dramat – livet fortsätter ombord, maskineriet rullar vidare. En reflektion om hur vardagen återvänder trots kaos.
- "One True Love" – 4:13. Känslosam ballad: längtan efter äkta kärlek och försoning. Särskilt viktig för Julia och Benjamins förhållande – valet mellan dröm eller trygghet.
- "Flaggan i topp" – 5:59. Energi, nationalsymbolik och stolthet – kanske kaptenens och personalens façade inför publiken, trots interna sprickor.
- "Där hjärtat bor" – 4:42. Final: karaktärerna har hittat sina platser – Benjamin blir troubadour, Julia kapten, vänskap och ärlighet triumferar. Ett kringsnitt av harmoni.

## Centrala låter

### Västerut
Låten präglas av en nostalgisk berättelse där sångaren drömmer om att bli artist. Vi får följa en längtan som vuxit fram sedan barndomen – drömmar om att synas på svensk TV och en envis ambition att lämna Österbotten och resa västerut, närmare det svenska scenlivet and resonans i Sverige.
Låten framfördes även i samband med KAJ:s medverkan i Melodifestivalen, vilket har lett till att textens innehåll tolkats som parallell till gruppens egen artistkarriär.

### Där hjärtat bor
Där hjärtat bor är en ballad av KAJ som framfördes som avslutningsnummer på Wasa Teater. Låten är en hyllning till hembygden och den plats där man känner samhörighet och trygghet. Texten innehåller referenser till lokala miljöer, gemenskap och traditioner, och den första versen skildrar en fiktiv persons resa från hemorten till olika kända TV-program och offentliga framträdanden.
Musikaliskt är låten ett stillsamt stycke med inslag av storskalig balladstruktur, och har i Österbotten ofta förknippats med känslan av hemhörighet.

### Flaggan i topp
Flaggan i topp framförs av Johan Aspelin och är känd för sin stormscen, där flera scenografiska och koreografiska komponenter användes. Låter beskriver symboliskt kampen mot en storm och framhäver teman som mod, hopp och uthållighet, med motiv som att hålla flaggan högt trots mörker och kaos.

### This is Paradise
This is Paradise är en av musikalens mer humoristiska nummer och framförs på engelska, med text som blandar österbottniska referenser med turistbroschyrsliknande formuleringar om hemregionen. Låten är en del av helheten i Botnia Paradise men har även framförts utanför teaterscenen.